# Land- und Stadtgericht Groß Salze
Das Land- und Stadtgericht Groß Salze war ein preußisches Land- und Stadtgericht mit Sitz in Groß Salze.

## Geschichte
Im Königreich Westphalen wurde die bisherige Verwaltungs- und Justizorganisation aufgehoben und neue Gerichte nach französischem Vorbild geschaffen, siehe Justizwesen im Königreich Westphalen. Im Kanton Salza bestand ein Friedensgericht und im Distrikt Magdeburg das Distriktsgericht Magdeburg. 
Nach den Napoleonischen Kriegen bemühte sich der preußische Staat, die Gerichtsbarkeit der Städte und der Gutsbesitzer in staatliche Hand zu überführen. Von Mitte der 1810er bis Ende der 1820er Jahre wurde das Land- und Stadtgericht, also ein Gericht, welches für Stadt und Landbezirke zuständig war, zur üblichen Organisationsform für Eingangsgerichte in Landstädten in Preußen. 
Das so 1815 entstandene Land- und Stadtgericht Groß Salze war ein Gericht 1. Klasse und mit einem Direktor, drei Richtern und zwei Justizkommissaren besetzt. Gericht 1. Klasse bedeutete, dass es nicht nur als Einzelrichter entscheiden konnte, sondern auch kollegialen Entscheidungen treffen konnte. Sein Sprengel umfasste 18.560 Gerichtseingesessene in den Orten Groß Salze, Schönebeck, Frohse, Gnadau mit Döben, Altensalze, Beiendorf, Biere, Sohlen, Welsleben, Westerhüsen und Zackmünde.
Daneben wurde das Patrimonialgericht Döben mit Döben und Gnadau (345) Einwohner vom Land- und Stadtgericht Groß Salze mit verwaltet.
Nach der Märzrevolution wurden in Preußen einheitlich Kreisgerichte als Eingangsgerichte eingerichtet und die Patrimonialgerichtsbarkeit abgeschafft. Damit entstand 1849 in Groß Salze die Gerichtskommission Groß Salze des Kreisgericht Calbe a.d. Saale im Sprengel des Appellationsgerichtes Magdeburg und das Land- und Stadtgericht Groß Salze wurde aufgehoben.